# 聖セバスティアヌスと天使 (ギュスターヴ・モロー)

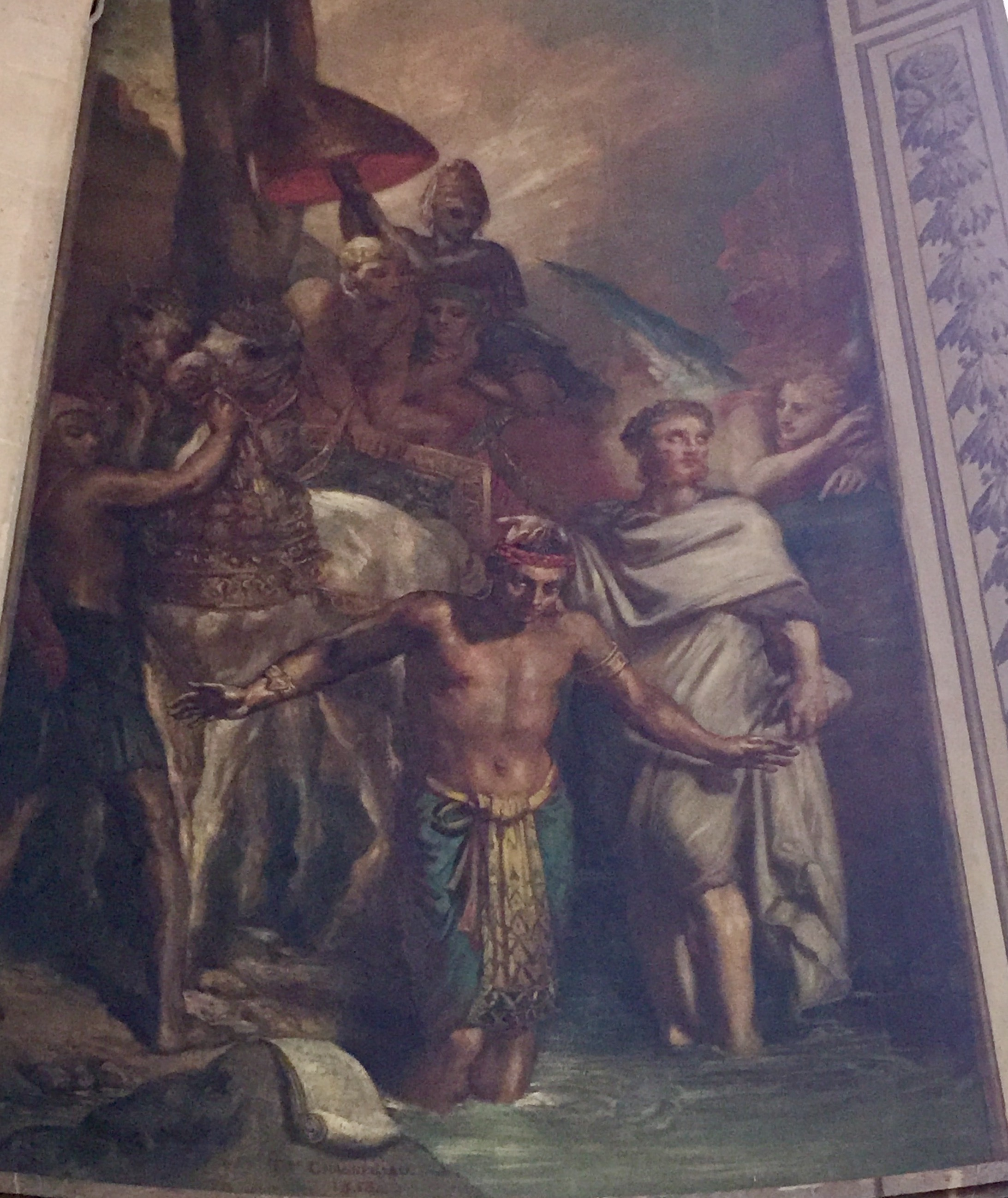
シャセリオーによるサン＝ロック聖堂洗礼盤礼拝堂壁画『エチオピアの女王の宦官に洗礼を施す聖ピリポ』。1853年。

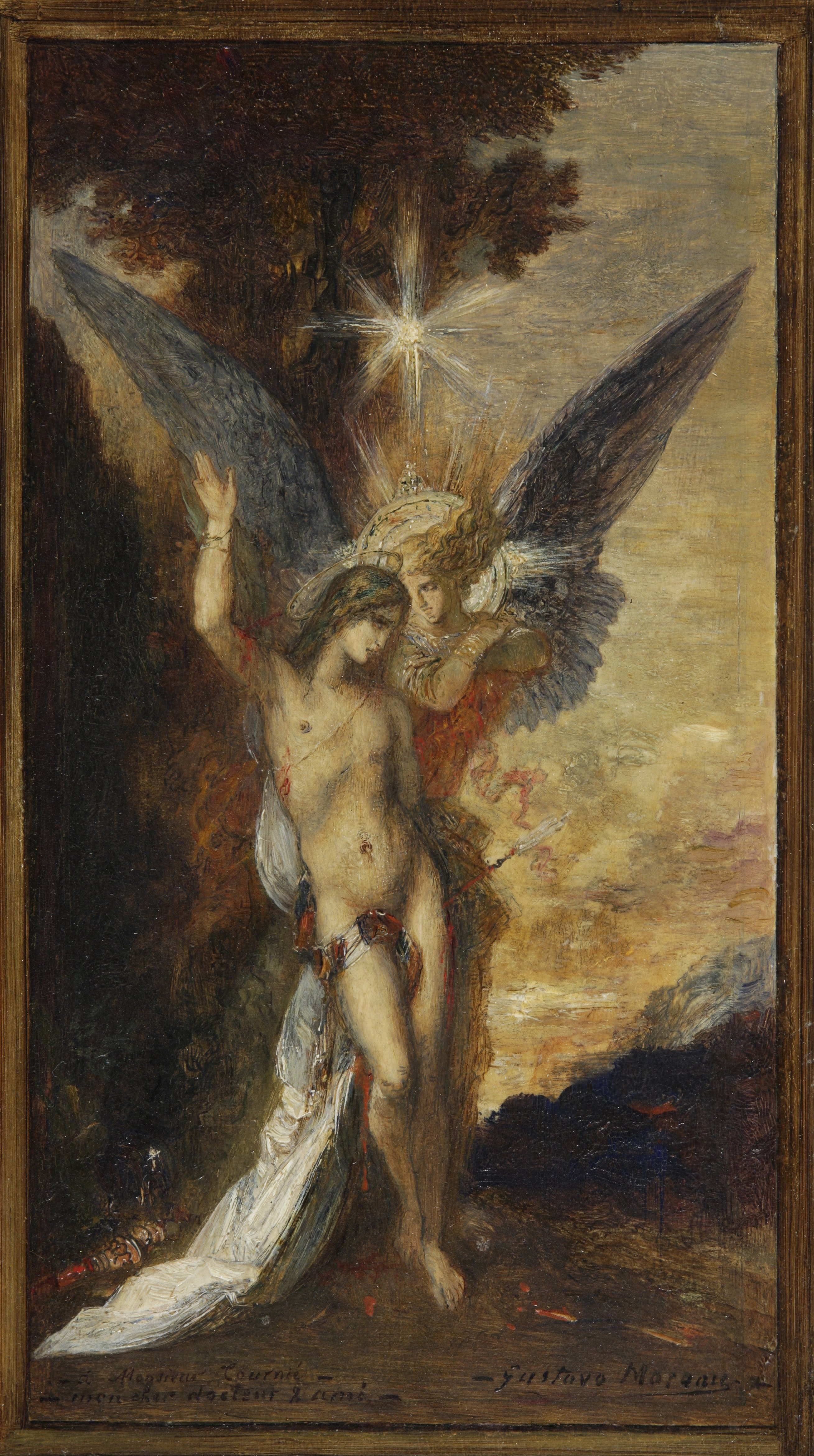
同時期に制作された『聖セバスティアヌスと天使』。岐阜県美術館所蔵。

『聖セバスティアヌスと天使』（せいセバスティアヌスとてんし、仏: Saint Sébastien et l'ange, 英: Saint Sebastian and the Angel）あるいは『殉教者としての洗礼を授けられる聖セバスティアヌス』（Saint Sébastien Baptisé Martyr）は、フランス象徴主義の画家ギュスターヴ・モローが1876年頃に制作した絵画である。油彩。主題はローマ皇帝ディオクレティアヌスの時代の殉教者である聖セバスティアヌスから取られている。1876年のサロンに出品された作品の1つで、現在はアメリカ合衆国のマサチューセッツ州ケンブリッジのハーバード大学付属フォッグ美術館に所蔵されている。また同時期に制作されたヴァリアントが岐阜県岐阜市の岐阜県美術館に所蔵されている。

## 主題
聖セバスティアヌスはもともとキリスト教徒を弾圧した皇帝ディオクレティアヌスの軍に所属する士官であったと伝えられている。彼は密かにキリスト教に改宗したが、仲間を援助しようとしたために改宗が発覚し、弓矢で処刑するよう命じられた。聖セバスティアヌスは身体に複数の矢を受けたが、どの矢も奇跡的に急所を外れていた。刑吏たちは彼が息絶えたものと考えて立ち去ったが、聖イレーネの看護により回復し、ディオクレティアヌスに対して自身の信仰を公言したため、棍棒で殴り殺された。

## 作品
モローは縛られて刑を受けた聖セバスティアヌスのもとに天使が現れるという幻想的な場面を描いている。聖セバスティアヌスは右腕を挙げ、左腕を背中に回した姿で樹木に縛りつけられており、身体の右側に3本の矢が突き立っている。聖人の背後から回り込むようにして、赤い翼を広げた天使が飛翔し、両腕を組んで、聖人の顔をのぞき込んでいる。天使の頭上では血に濡れた十字架が星のような輝きとともに出現し、そこから滴り落ちた血が聖人の左の肩を濡らしている。聖人の足元では彼を助けようとしていた女性の姿があるが、彼女たちは突如現れた天使に驚き、聖人や木の影から天使を見上げ、あるいは身を隠している。

### 絵画の源泉
ギュスターヴ・モローはテオドール・シャセリオー死後のイタリア旅行で多くの聖セバスティアヌスの作例を見たと考えられ、本作品においても伝統的な図像を継承している。たとえば聖セバスティアヌスが片方の腕を上げた姿勢で縛られたり、殉教を賛美する天使が描かれている作例は、それほど一般的ではないもののルネサンス期から知られている。また大地の上まで長く垂れた衣服はドッソ・ドッシの『聖セバスティアヌス』、長髪やコントラポストはジョヴァンニ・ベッリーニの『聖ヨブの祭壇画』やジョヴァンニ・アントーニオ・ボルトラッフィオの『聖母子と洗礼者聖ヨハネ、聖セバスティアヌス、寄進者』中の聖セバスティアヌスから影響を受けていると見られる。
しかしそれにもかかわらず、ギュスターヴ・モローの表現は他に例のないものである。特に天使は聖セバスティアヌスの頭上に冠や殉教を意味する棕櫚の枝を差し出す姿で描かれるのが通例であり、本作品のように聖人の背後から回り込むように飛翔するだけでなく、天使の頭上に血の滴る十字架が出現するという表現は異例である。

### 解釈
本作品の表現を考えるうえで参考になると指摘されているのが、ギュスターヴ・モロー美術館に残されている「血の洗礼」なる言葉が書き込まれた素描（DES. 335, 336）である。この素描は人々が「キリストの血」を受けている様子を描いている。「キリストの血」が罪の贖いを意味するのに対して「血の洗礼」は洗礼を受けていない者が殉教することによって、洗礼を受けたと見なされるという考えを指す。したがって「キリストの血」と「血の洗礼」は本来同一の概念ではないが、モローは素描の中で両者を結びつけていると考えられる。本作品も同様に考えることが可能であるならば、十字架から滴る血はおそらくキリストのそれであり、聖セバスティアヌスは「キリストの血」によって洗礼を受けている。一方で「キリストの血」は「殉教＝血の洗礼」というモローの考えを視覚化したものであるから、物語を描いた絵画世界とは次元を異にする存在である。しかしモローは自身の考えを画面に描き込むだけでは満足せず、十字架の血が聖セバスティアヌスの身体を濡らすことにより、次元を越えて絵画世界に介入させている。
聖人の背後から回り込むような天使の飛翔については、シャセリオーがパリのサン＝ロック聖堂洗礼盤礼拝堂に制作した壁画『エチオピアの女王の宦官に洗礼を施す聖ピリポ』に由来することが指摘されている。この壁画の中でシャセリオーは聖ピリポの背後から回り込むようにして飛翔する天使を描いている。

## 来歴
ギュスターヴ・モローは1869年以来7年ぶりとなる1876年に、『ヘロデ王の前で踊るサロメ』（Salomé dansant devant Hérode）、『ヘラクレスとレルネのヒュドラ』（Hercule et l'Hydre de Lerne）、水彩画『出現』（L'Apparition）とともに本作品をサロンに出品した。サロン出品時のタイトルは単に『聖セバスティアヌス』（Saint Sébastien）であった。1906年の大回顧展に出品された際の目録では『殉教者としての洗礼を授けられる聖セバスティアヌス』（Saint Sébastien Baptisé Martyr）となっている。
本作品の初期の所有者としてルペル＝コワンテ（Lepel-Cointet）、アラード・エ・ノエル画廊（Galerie Allard et Noël）が知られている。1906年には美術コレクターのアルフレッド・バイユアッシュ＝ラモット（Alfred Baillehache-Lamotte）が所有した。1922年に所有者が死去すると、オテル・ドゥルオーを通じて売却された。その後、マーティン・バーンバウム（Martin Birnbaum）を経由して、1927年にグレンヴィル・L・ウィンスロップが購入。1943年のウィンスロップの死後、他のコレクションとともにフォッグ美術館に遺贈された。

## ヴァリアント
本作品はいくつかのヴァリアントが知られており、そのうちの1つが岐阜県美術館に所蔵されている。このヴァリアントは友人であるトゥルニエ医師（docteur Tournié）の要望で制作されたもので、本作品よりも抑制された表現が取られている。血の十字架は描かれず星のような輝きのみに変更され、聖セバスティアヌスの頭部に光輪が追加されている。画面下の女性たちは削られている一方、画面上部が拡大されて、聖人が縛られた樹木はより高くなっている。天使の翼はこの作品では青色で描かれている。ギュスターヴ・モロー美術館には岐阜県美術館のものに近いヴァリアントがあり、そこでは天使の頭上の輝きが聖セバスティアヌスに降り注いでいる。

## ギャラリー
モローの他の聖セヴァスティアヌスの作例
モローの聖セバスティアヌスの作例は多く、いくつかの図像はキリストの死あるいは詩人など他の主題との間に互換性が認められる。

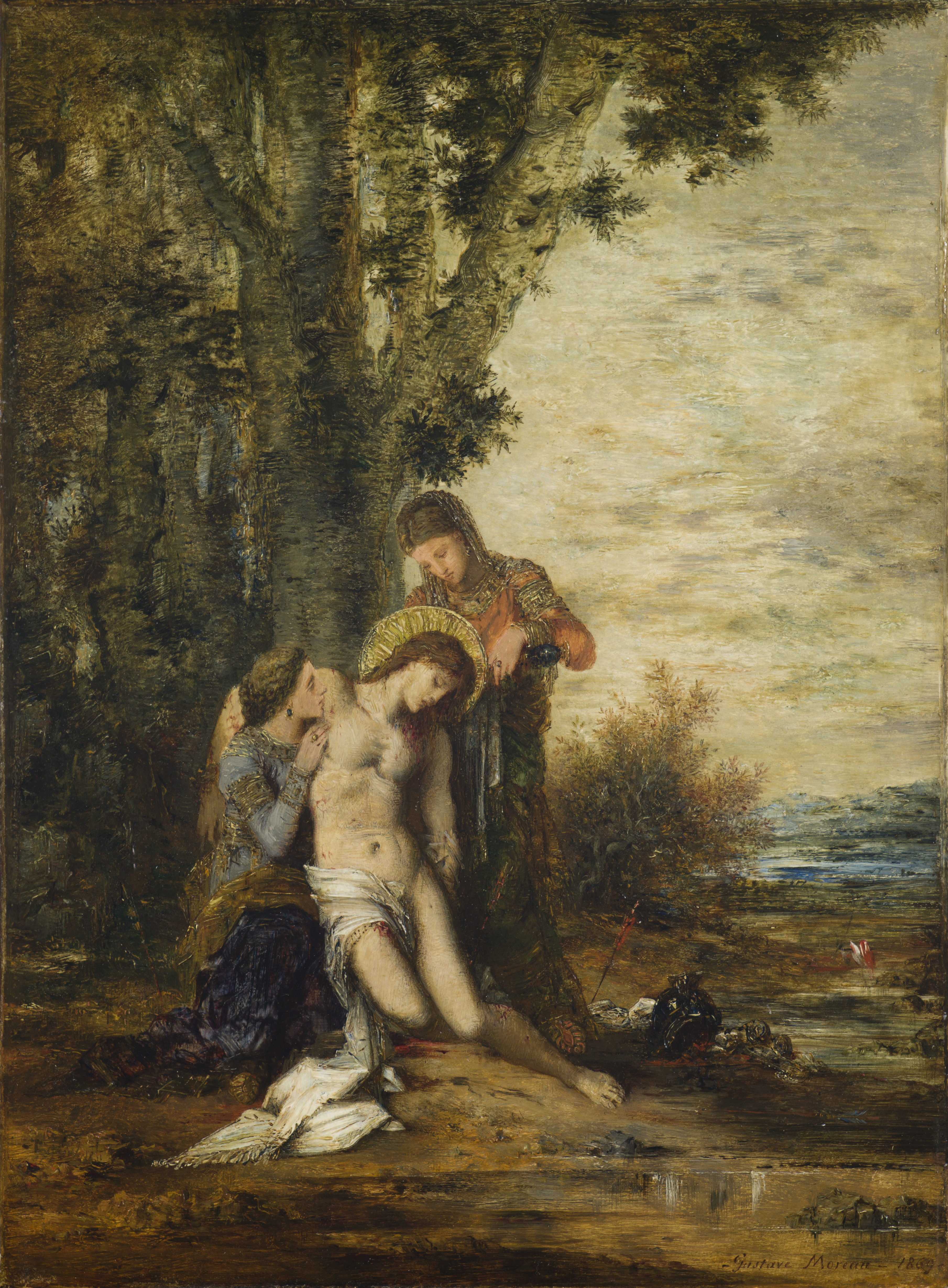
『殉教した聖セバスティアヌス』1869年 セントルイス美術館所蔵
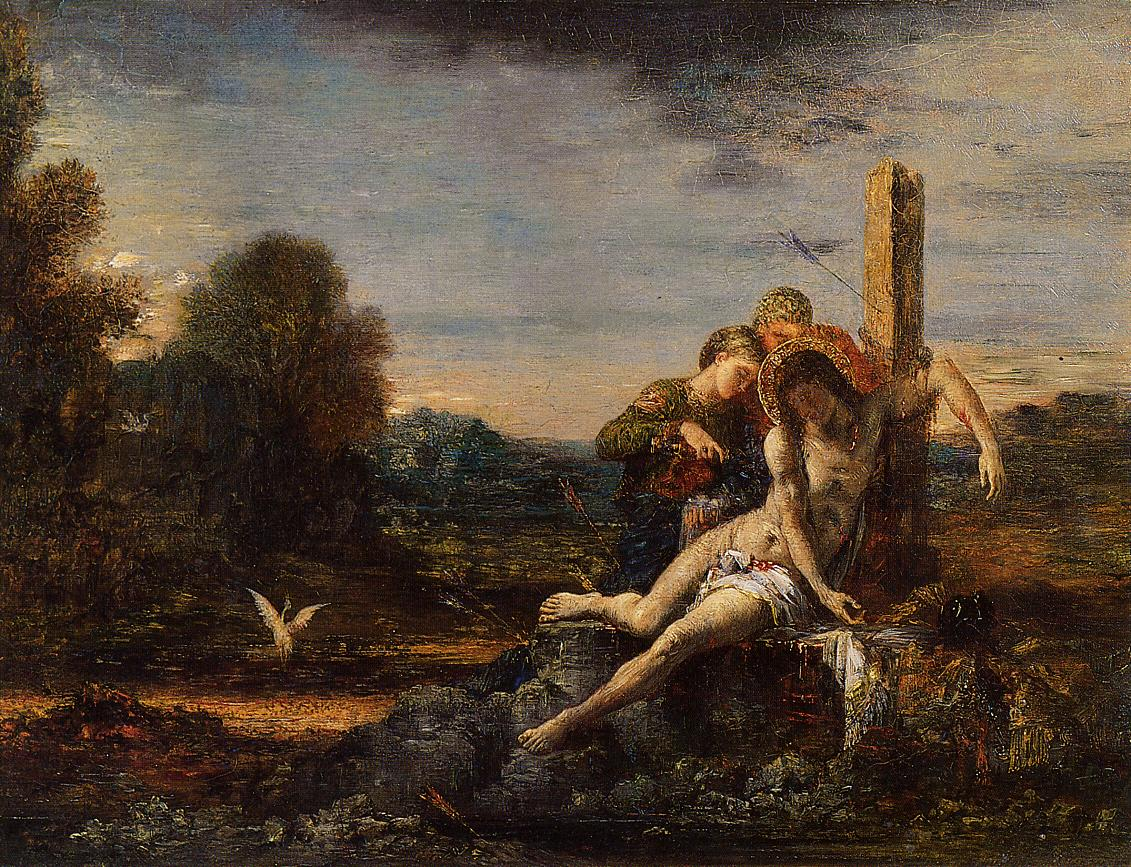
『聖女に介抱される聖セバスティアヌス』1869年頃 ノイス、クレメンス＝ゼルス美術館所蔵
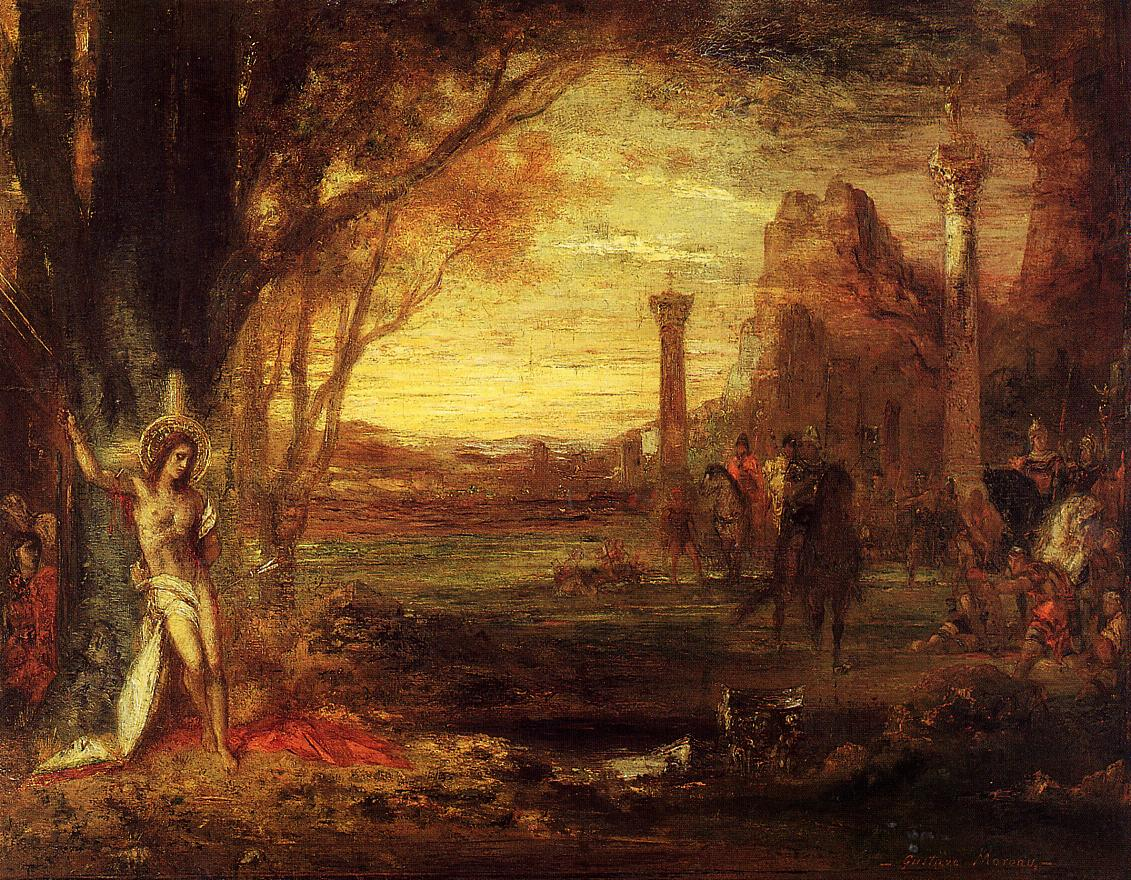
『聖セバスティアヌス』1870年頃 ギュスターヴ・モロー美術館所蔵

他のヴァリアント

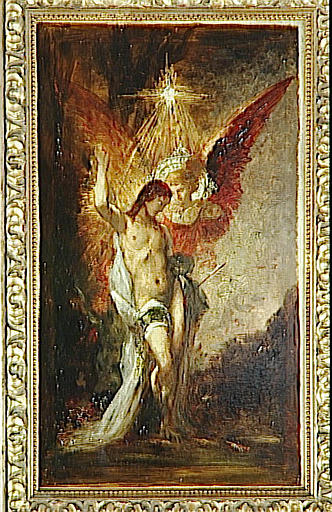
『聖セバスティアヌス』ギュスターヴ・モロー美術館所蔵
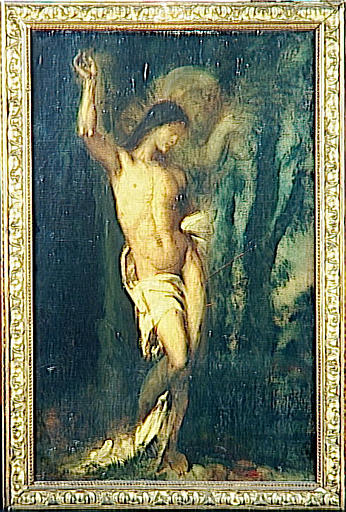
『聖セバスティアヌス』ギュスターヴ・モロー美術館所蔵
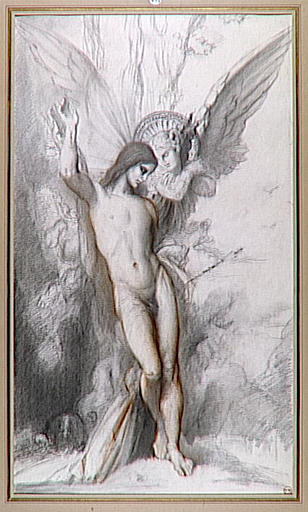
『聖セバスティアヌス』ギュスターヴ・モロー美術館所蔵